# Palazzo della Questura (Napoli)
Il palazzo della Questura è un palazzo di Napoli che sorge tra via Medina e via Armando Diaz.

## Storia
Fu realizzato tra il 1935 e il 1938 nell'ambito della ricostruzione del primo lotto del rione Carità, anticamente detto della Corsea per essere la nuova sede della questura.
I lavori dovevano terminare nel febbraio 1939, data in cui ci sarebbe stata la solenne inaugurazione, ma problemi di consegna del materiale ferroso posticiparono all'anno successivo, il 1940, l'effettiva inaugurazione della nuova sede della questura, la quale era fin dall'Unità d'Italia alloggiata nel capiente palazzo San Giacomo e in seguito spostata per breve tempo nel palazzo Caracciolo di Santobuono, in via Carbonara.

## Descrizione
Il palazzo non presenta gli arditi aspetti architettonici che al contrario sono tipici dei palazzi coevi che si ergono nella zona attorno piazza Matteotti, essendo caratterizzato da un semplice rivestimento in marmo.
Ciononostante ha in comune con questi la monumentalità che dimostra nelle imponenti dimensioni che emanano un forte senso di severità.
La facciata principale è su via Diaz ed è visibile da piazza Matteotti. Sulla sommità è presente la scritta QVESTVRA ricalcando i caratteri prettamente latini.
Erano presenti ai lati del portale due rilievi in marmo raffiguranti i fasci littori. I simboli, eliminati all'indomani della caduta del fascismo furono sostituiti dalla ruota dentata della Repubblica, realizzata in bronzo e posta sul lato sinistro del portale.
Il portale mantiene l'unica traccia del regime, dal momento che presenta quattro paia di fasci littori incisi su una disposizione di quattro cornici su tre file. Una quarta fila, superiore alle altre e sempre divisa in quattro cornici, è occupata da quattro aquile fasciste, ognuna delle quali è alloggiata in ogni cornice.
Un ingresso architettonicamente secondario perché più piccolo, ma più adoperato come accesso al palazzo è quello che affaccia su via Medina. Un terzo ingresso è situato in via Guantai Nuovi, la strada interna al rione e parallela a via Medina.